# Pohár mistrů evropských zemí 1968/1969
Sezóna 1968/69 byla 14. ročníkem Poháru mistrů evropských zemí. Jejím vítězem se stal italský klub AC Milán.
1. kolo bylo rozlosováno znovu po okupaci Československa tak, aby kluby z východní Evropy hrály spolu a kluby ze západní Evropy spolu. Kluby z okupantských zemí (SSSR, NDR, Polsko, Maďarsko a Bulharsko) na protest proti přelosování z poháru odstoupily.
Došlo ke změně několika pravidel. Bylo povoleno střídání dvou hráčů kdykoliv během zápasu. Dále byly pevně stanoveny termíny zápasů (dosud se na nich kluby domlouvaly mezi sebou). Pravidlo venkovních gólů bylo nyní rozšířeno na všechna kola.

## První kolo
| Domácí v 1. zápase  | Celkem  | Hosté v 1. zápase    | 1. zápas | 2. zápas |
| ------------------- | ------- | -------------------- | -------- | -------- |
| Malmö FF            | 3–5     | AC Milán             | 2–1      | 1–4      |
| Saint-Étienne       | 2–4     | Celtic FC            | 2–0      | 0–4      |
| CZ Bělehrad         | (kont.) | Carl Zeiss Jena      | –        | –        |
| Waterford           | 2–10    | Manchester United FC | 1–3      | 1–7      |
| RSC Anderlecht      | 5–2     | Glentoran            | 3–0      | 2–2      |
| Rosenborg BK        | 4–6     | Rapid Vídeň          | 1–3      | 3–3      |
| Real Madrid         | 12–0    | AEL                  | 6–0      | 6–0      |
| Norimberk           | 1–5     | AFC Ajax             | 1–1      | 0–4      |
| Manchester City FC  | 1–2     | Fenerbahçe SK        | 0–0      | 1–2      |
| Valur               | 1–8     | Benfica SL           | 0–0      | 1–8      |
| Floriana            | 1–3     | Reipas Lahti         | 1–1      | 0–2      |
| FC Steaua București | 3–5     | Spartak Trnava       | 3–1      | 0–4      |
| AEK Athény          | 5–3     | Jeunesse Esch        | 3–0      | 2–3      |
| Zürich              | 3–4     | AB                   | 1–3      | 2–1      |
| FK Dynamo Kyjev     | (kont.) | Ruch Chorzów         | –        | –        |
| Levski-Spartak      | (kont.) | Ferencváros          | –        | –        |

## Druhé kolo
| Domácí v 1. zápase   | Celkem | Hosté v 1. zápase | 1. zápas | 2. zápas |
| -------------------- | ------ | ----------------- | -------- | -------- |
| AC Milán             | –      | –                 | –        | –        |
| Celtic FC            | 6–2    | CZ Bělehrad       | 5–1      | 1–1      |
| Manchester United FC | 4–3    | RSC Anderlecht    | 3–0      | 1–3      |
| Rapid Vídeň          | 2–21   | Real Madrid       | 1–0      | 1–2      |
| AFC Ajax             | 4–0    | Fenerbahçe SK     | 2–0      | 2–0      |
| Benfica SL           | –      | –                 | –        | –        |
| Reipas Lahti         | 2–16   | Spartak Trnava    | 1–9      | 1–7      |
| AEK Athény           | 2–0    | AB                | 0–0      | 2–0      |

Pozn.: Ze dvou dvojic prvního kola nikdo nepostoupil (oba týmy ze dvojice se vzdaly účasti), proto měly dva týmy ve druhém kole volný los.
1 Rapid Vídeň postoupil do další fáze díky více vstřeleným brankám na hřišti soupeře.

## Čtvrtfinále
| Domácí v 1. zápase   | Celkem | Hosté v 1. zápase | 1. zápas | 2. zápas |
| -------------------- | ------ | ----------------- | -------- | -------- |
| AC Milán             | 1–0    | Celtic FC         | 0–0      | 1–0      |
| Manchester United FC | 3–0    | Rapid Vídeň       | 3–0      | 0–0      |
| AFC Ajax             | 4–41   | Benfica SL        | 1–3      | 3–1      |
| Spartak Trnava       | 3–2    | AEK Athény        | 2–1      | 1–1      |

1 Ani pravidlo venkovních gólů nerozhodlo. AFC Ajax postoupil do dalšího kola díky výhře 3:0 v rozhodujícím zápase na neutrální půdě.

## Semifinále
| Domácí v 1. zápase | Celkem | Hosté v 1. zápase    | 1. zápas | 2. zápas |
| ------------------ | ------ | -------------------- | -------- | -------- |
| AC Milán           | 2–1    | Manchester United FC | 2–0      | 0–1      |
| AFC Ajax           | 3–2    | Spartak Trnava       | 3–0      | 0–2      |

## Finále
| 28. května 1969                             |        |                            | |
| AC Milán                                    | 4 – 1  | AFC Ajax                   | Santiago Bernabéu Stadium, Madrid diváci: 31 782 rozhodčí: José María Ortiz de Mendibil (Španělsko) |
| Pierino Prati 7' 40' 75' Angelo Sormani 67' | Report | Velibor Vasović 60' (pen.) | Santiago Bernabéu Stadium, Madrid diváci: 31 782 rozhodčí: José María Ortiz de Mendibil (Španělsko) |

## Vítěz
| Pohár mistrů evropských zemí 1968/69 AC Milán (2. titul) Fabio Cudicini, Angelo Anquilletti, Karl-Heinz Schnellinger, Roberto Rosato, Saul Malatrasi, Giovanni Trapattoni, Kurt Hamrin, Giovanni Lodetti, Angelo Sormani, Gianni Rivera , Pierino Prati Trenér: Nereo Rocco |